# 五色
五色（ごしき、ごしょく）とは、5 種類の色の組である。その内容は様々である。

## 例
| 五行思想の五色                       | 青 | 赤(朱,紅) | 黄 | 白 | 黒     |
| 料理における五味五色                 | 白 | 黒        | 赤 | 黄 | 緑(青) |
| 五大における五色 ※                   | 青 | 白        | 赤 | 緑 | 黄     |
| オリンピック・リングの五色           | 赤 | 黄        | 緑 | 青 | 黒     |
| マンセル表色系の五色                 | 赤 | 黄        | 緑 | 青 | 紫     |
| JCS 9070規格にて線番識別に用いる五色 | 青 | 黄        | 緑 | 赤 | 紫     |

※ チベット仏教のタルチョーは厳密にこの逆順で配色されている。

### 五行思想
五行思想では、青（東）、赤（南）、黄（中央）、白（西）、黒（北）が五色とされる。相撲では、土俵の南に赤、北に黒、東に青、西に白の合計 4 本の房が吊るされる。また、七夕で用いる五色の短冊や、裏磐梯の五色沼も、五行思想の五色に由来する。